# Pseudolaophonte proteus
Pseudolaophonte proteus är en kräftdjursart som beskrevs av Walter Klie 1950. Pseudolaophonte proteus ingår i släktet Pseudolaophonte och familjen Laophontidae. Arten är reproducerande i Sverige. Inga underarter finns listade i Catalogue of Life.